# Zeugiteae
Zeugiteae é uma tribo da subfamília Centothecoideae.

## Gêneros

### *Referência:Taxonomy Browser NCBI
- Pohlidium, Zeugites